# Frontière entre l'Arkansas et l'Oklahoma
 (décembre 2023).
Si vous disposez d'ouvrages ou d'articles de référence ou si vous connaissez des sites web de qualité traitant du thème abordé ici, merci de compléter l'article en donnant les références utiles à sa vérifiabilité et en les liant à la section « Notes et références ».

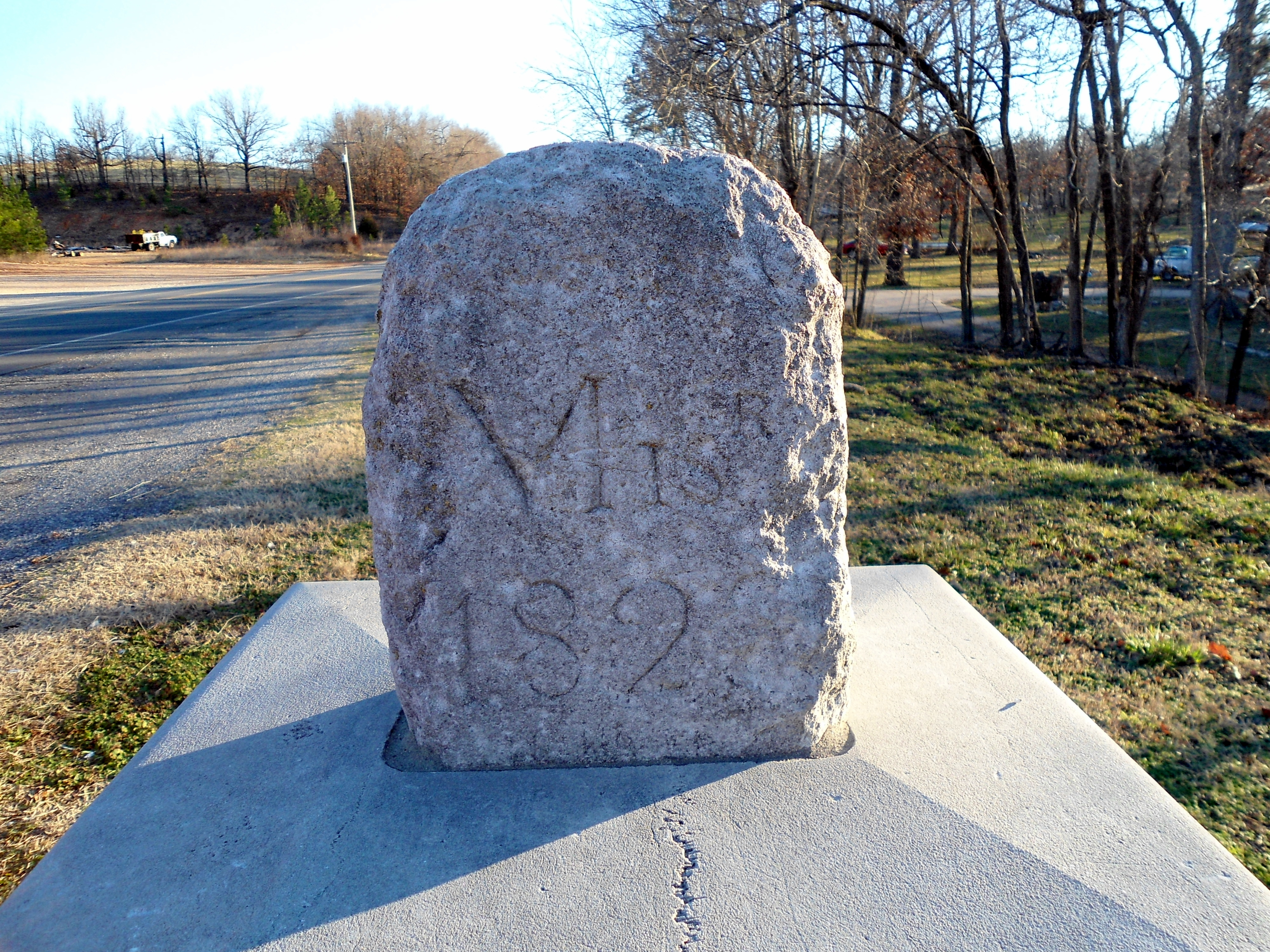
Borne marquant le tripoint Arkansas-Missouri-Oklahoma.

La frontière entre l'Oklahoma et l'Arkansas est une frontière intérieure des États-Unis délimitant les territoires de l'Oklahoma à l'ouest et de l'Arkansas à l'est.
Son tracé presque rectiligne emprunte approximativement le méridien 94° 36'35" longitude ouest du parallèle 36° 30' latitude nord jusqu'à la rivière Rouge au niveau du méridien N 94° 30' longitude ouest.